# أمير أباد شيباني (باقران)
أمير أباد شيباني (بالفارسية: امیرآباد شیبانی) هي مستوطنة تقع في إيران في قسم باقران الريفي. يقدر عدد سكانها بـ 82 نسمة .